# Japonski hrošč
Japonski hrošč (znanstveno ime Popillia japonica) je vrsta hroščev, ki velja za škodljivca kulturnih rastlin, izvira pa iz Japonske.

## Opis
V dolžino doseže do 15 mm, v širino pa do 10 mm. Samice so običajno nekoliko večje kot samci, od njih pa se rahlo razlikujejo tudi po obliki goleni in stopalca sprednjega para nog. Elitre so iridescentne z bakrenim odbleskom. Oprsje in glava sta zelene barve. Trebušna stran telesa je prekrita s kratkimi sivimi dlačicami, po bočnih straneh zadka pa je razporejenih po pet šopov belkastih dlačic. Dva šopa enakih belkastih dlačic se nahajata tudi na zadnjem delu zadka. Japonski hrošč je zelo podoben vrtnemu hrošču (Phyllopertha horticola), od katerega se na prvi pogled loči po tem, da vrtni hrošč nima prej opisanih belkastih šopov dlačic. Ličinke imajo mehko, belkasto ali umazano belo telo, ki je na koncu odebeljeno in potemnelo ter čvrsto rjavo glavo z močnimi čeljustmi. Vsaka ličinka ima tri pare oprsnih nog, glavni liniji dlačic pa sta oblikovani v obliki črke V, kar je značilno le za ogrce japonskega hrošča. V Severni Ameriki velja za velikega škodljivca na več kot 200 vrstah kulturnih rastlin. Na japonskem zaradi velikega števila naravnih sovražnikov ne povzroča večje škode v kmetijstvu.
Japonski hrošč je neroden letalec, ki se pogosto zaletava v ovire, kar se s pridom uporablja pri pasteh. Te so sestavljene iz posodic, napolnjenih s tekočino in feromoni ali rastlinskimi vonjavami ter pregradami na vrhu. Študije, ki so jih izvedli strokovnjaki Univerze v Kentuckyju in Vzhodni Illinois pa so pokazale, da uporaba teh pasti predstavlja še večjo grožnjo okoliškim rastlinam, saj le-te privabijo hrošče, ki se nato zadržijo na okoliških rastlinah.
Večino škode delajo hroščki, ki objedajo listje, tako da ostanejo le listne žile. Ličinke se hranijo z objedanjem korenin gostiteljskih rastlin. Hrošček razvije en rod na leto.

## Zgodovina
Hrošček je bil v ZDA prvič opažen leta 1916 v Rivertonu, New Jersey. Predvidevajo, da so tja prišle larve v pošiljki čebulic irisov pred letom 1912. Takrat so namreč začeli organizirano preverjati vse pošiljke, ki so prispele v ZDA. V Kanadi so hroščka prvič našli leta 1939 pri pregledu avtomobila, na trajektu, ki je prihajal iz ameriške zvezne države Maine. Istega leta so v Yarmouthu nato našli še tri odrasle hrošče, dodatne tri pa v mestu Lacolle v južnem Quebecu."
V sedemdesetih letih 20. stoletja so hrošča našli tudi na Azorih.  Leta 2014 so v bližini Milana v Italji našli prvo populacijo hrošča v Evropi. Poleti 2024 so s pomočjo feromonskih pasti prisotnost prvič potrdili tudi v Sloveniji, natančneje na avtocestnem postajališču Lukovica, kamor je bil verjetno nenamerno zanešen z vozilom iz severne Italije.

## Življenjski krog
- Skupek jajčec japonskega hrošča
- Ličinka
- Buba
- Odrasla žival
- Parjenje hroščev, Ottawa, Ontario, Kanada
- Hranjenje, Ottawa, Ontario, Kanada

V ZDA in Evropi hrošč razvije en rod na leto, v hladnejšem podnebju (tudi v domači Japonski) in na višjih nadmorskih višinah pa se ličinka razvija dve leti.

## Nadzor škodljivca
Ličinke japonskega hrošča živijo v zemlji na zatravljenih površinah, kjer se hranijo s koreninami trav. V tem stadiju jih ogroža okužba z bakterijo Paenibacillus popilliae, na podlagi katere so v ameriškem Ministrstvu za kmetijstvo izdelali sredstvo za zatiranje ličink, ki je že v prosti prodaji. Gre za sredsvto v obliki prahu, ki se ga raztrosi po traviščih in vsebuje bakterije, ki uničujejo ličinke japonskega hrošča. Za maksimalen učinek je potrebno zemljišča tretirati od enega do pet let, odvisno od klimatskih pogojev.
Na poljih buč se za zaščito pred hroščem uporabljajo posebna prekrivala, kar pa pomeni, da je potrebno cvetove opraševati ročno. Za zaščito dreves se uporablja metoda obrizganja dreves z glinenim razpršilom.
Zaradi zadnjih raziskav se počasi opušče lovljenje hroščev s feromonskimi pastmi, saj so izsledki raziskav pokazali, da te pasti v nasade, kjer se uporabljajo privabijo več hroščev kot jih ujamejo. Pasti so najbolj uporabne kadar so postavljene po širokem območju ter v smeri vetra, ki feromone raznaša v nasprotno smer od nasadov. Od naravnih repelentov se najpogosteje uporabljajo mačja meta, drobnjak, česen in navadni vratič, pa tudi mrtvi ostanki hroščev. Tovrstno odvračanje ima omejene učinke. Kjer je populacija hrošča majhna je možno hrošče loviti ročno. Običajno se jih lovi s škropljenjem milnice ter s potresanjem dreves v jutranjem času, pri čemer hrošči padejo na tla. Hrošče je potrebno odstranjevati redno, saj njihova prisotnost privablja druge hrošče.
V ZDA so v zadnjem času za biološki nadzor populacije japonskega hrošča uvozili tudi naravne plenilce in parazite. Med njimi sta najbolj pomembna Istocheta aldrichi in Tiphia vernalis.

## Gostiteljske rastline
Japonski hrošč v ZDA napada naslednje rastline:
Fižol, jagode, paradižnik, papriko, vinsko trto, hmelj, vrtnice, češnje, slive, hruške, breskve, maline, robide, koruzo, grah, breze, lipe, borovnice in rastline iz naslednjih rodov:
- Abelmoschus
- Acer (javor)
- Aesculus
- Alcea
- Aronia
- Asimina (pawpaw)
- Asparagus
- Aster
- Buddleja
- Calluna
- Caladium
- Canna
- Cannabis Sativa
- Chaenomeles
- Cirsium (osat)
- Cosmos
- Dahlia
- Daucus (korenje)
- Dendranthema
- Digitalis
- Dolichos
- Echinacea (ameriški slamnik)
- Hemerocallis
- Heuchera
- Hibiscus
- Humulus
- Hydrangea
- Ilex (holly)
- Impatiens
- Ipomoea
- Iris
- Lagerstroemia
- Liatris
- Ligustrum
- Malus (jablana)
- Malva
- Myrica
- Ocimum (bazilika)
- Oenothera
- Parthenocissus
- Phaseolus
- Phlox
- Physocarpus
- Pistacia
- Platanus (platana)
- Polygonum
- Populus
- Prunus (sliva)
- Quercus (hrast)
- Ribes (ribez)
- Rheum
- Rhododendron
- Rosa
- Rubus (robide)
- Salix (vrbe)
- Sambucus (murve)
- Sassafras
- Solanum (razhudnikovke)
- Syringa
- Thuja
- Tilia (lipa)
- Toxicodendron (strupeni bršljan)
- Ulmus (brest)
- Vaccinium (borovnica)
- Viburnum
- Vitis (vinska trta)
- Weigelia
- Wisteria
- Zea
- Zinnia

V Evropi so od gojenih rastlin potencialni gostitelji jablana, različno koščičasto sadno drevje, robida in vinska trta. Ostali gostitelji so javor, divji kostanj, bukev, pravi kostanj, oreh, platana, vrba, topol, brest ter številne druge rastline.